# آتشپاره شهر
آتشپاره شهر فیلمی به کارگردانی و نویسندگی رضا صفایی محصول سال ۱۳۵۰ است.

## خلاصه داستان
مباشری که سالهاست به اربابش خدمت می‌کند، طی ماجرایی به اشتباه متهم به سرقت می‌شود…

## بازیگران
- فروزان
- منوچهر وثوق
- آرمان
- علی میری
- منصور متین
- محسن آراسته
- یدالله محمدی‌نژاد
- محمد عبدی
- سیمین غفاری
- محسن مهدوی
- فرنگیس فروهر